# Akademiya Taszkent
Akademiya Taszkent (uzb. «Akademiya» Toshkent futbol klubi, ros. Футбольный клуб «Академия» Ташкент, Futbolnyj Kłub "Akadiemija" Taszkient) – uzbecki klub piłkarski, mający siedzibę w stolicy kraju Taszkent. Założony w roku 1998.
W 2001 występował w Oʻzbekiston PFL.

## Historia
Chronologia nazw:
- 1998–2002: Akademiya Taszkent (ros. «Академия» Ташкент)

Piłkarska drużyna Akademiya została założona w Taszkencie w 1998 roku i reprezentowała Ministerstwo Spraw Wewnętrznych Uzbekistanu. W 2000 zespół debiutował w Pierwszej Lidze Uzbekistanu. W debiutowym sezonie zajął pierwsze miejsce w lidze i awansował do Wyższej Ligi Uzbekistanu. W 2001 zajął wysokie 5. miejsce. Jednak w następnym sezonie zadecydowano, że klub zostanie zastąpiony przez Olympic Klubi, który w zamierzeniu miał skupiać piłkarzy występujących w drużynie narodowej. Jednak został on rozwiązany, gdy większość zawodników reprezentacji przeszła do drużyny Paxtakor Taszkent. Wolne miejsce w lidze w następnym sezonie zajął zespół Surxon Termez, który miał najwyższe miejsce spośród zdegradowanych klubów.
W 2002 występował w 2 lidze, strefie Taszkent, a po zakończeniu sezonu klub został rozwiązany.

## Sukcesy

### Trofea międzynarodowe
Nie uczestniczył w rozgrywkach azjatyckich (stan na 31-05-2015).

### Trofea krajowe
| \| \| Zdobyte trofea w rozgrywkach Uzbekistanu (stan na: 31-05-2015) \| |                                                                |      |          |
| Rozgrywki                                                               | Osiągnięcie                                                    | Razy | Sezon(y) |
| Mistrzostwo                                                             | I miejsce                                                      | 0    |          |
| Mistrzostwo                                                             | II miejsce                                                     | 0    |          |
| Mistrzostwo                                                             | III miejsce                                                    | 0    |          |
| Mistrzostwo                                                             | 5. miejsce                                                     | 1    | 2001     |
| Puchar                                                                  | zdobywca                                                       | 0    |          |
| Puchar                                                                  | finalista                                                      | 0    |          |
| Puchar                                                                  | 1/4 finału                                                     | 1    | 2001/02  |
| II liga                                                                 | I miejsce                                                      | 1    | 2000     |
| II liga                                                                 | II miejsce                                                     | 0    |          |
| II liga                                                                 | III miejsce                                                    | 0    |          |
| Uzbekistan                                                              | Zdobyte trofea w rozgrywkach Uzbekistanu (stan na: 31-05-2015) |      |          |

## Stadion
...

## Piłkarze
Znani piłkarze:
- Avzal Azizov
- Yaroslav Krushelnitskiy
- Yuriy Nikitkov
- Zayniddin Tojiev
- / Yuriy Vintovkin

## Trenerzy
...

## Inne
- Paxtakor Taszkent